# Хорнер, Джеймс
Джеймс Рой Хорнер (англ. James Roy Horner; 14 августа 1953, Лос-Анджелес — 22 июня 2015, штат Калифорния) — американский кинокомпозитор. Обладатель двух премий «Оскар» 1998 года — за музыку и песню для фильма «Титаник».
Автор музыки к фильмам «Сорок восемь часов», «Каспер», «Джуманджи», «Мальчик в полосатой пижаме», «Забытое», «Балто», «Игры разума», «Титаник», «Столкновение с бездной», «Крулл», «Чужие», «Коммандо», «Легенды осени», «Храброе сердце», «Аполлон-13», «Маска Зорро», «Двухсотлетний человек», «Идеальный шторм», «Враг у ворот», «Четыре пера», «Троя», «Апокалипсис», «Аватар», «Новый Человек-паук», «Левша» и многим другим. Его музыка отличается частым использованием электронных и хоровых элементов, а также добавлением кельтских мотивов.

## Ранние годы
Джеймс Хорнер родился в еврейской семье в Лос-Анджелесе 14 августа 1953 года. Его отец, художник-постановщик и лауреат премии «Оскар» Гарри Хорнер (1910—1994), происходил из Голица в Богемии; мать, Джоан Рут Франкл, была уроженкой Канады.
В возрасте 5 лет начал учиться играть на фортепиано и скрипке. Учился в лондонском Королевском колледже музыки, высшее музыкальное образование получил в университете Южной Калифорнии. После окончания учёбы вернулся в Лос-Анджелес, где поступил в Калифорнийский университет, начав работу над докторской диссертацией.

## Творчество
Первой работой Джеймса Хорнера в кино стал фильм «Битва за пределами звёзд». Картина не получила широкого успеха, однако работа композитора была замечена в Голливуде. Широкую известность принесла музыка к фильму «Звёздный путь 2: Гнев Хана». Как вспоминал позднее сценарист Николас Мейер, Хорнер был приглашён после того, как первый композитор франшизы Джерри Голдсмит отказался работать над картиной. Музыка Хорнера звучит также в «третьем полнометражном фильме серии».
В течение 20 лет среди работ композитора были, в основном, семейные фильмы производства компании Стивена Спилберга «Amblin Entertainment»: «Американский хвост», «Ракетчик», «Мы вернулись! История динозавра», «Джуманджи» и другие.
Вершиной творчества Джеймса Хорнера в кино считается музыка к «Титанику» (1997). Саундтрек получил две премии «Оскар» в номинациях «Лучшая музыка к фильму» и «Лучшая песня к фильму», а также три премии «Грэмми» и две премии «Золотой глобус».
Спустя 12 лет, Хорнер вновь работал с Кэмероном над фильмом «Аватар». По собственному признанию композитора, это была самая тяжёлая и самая объёмная кинокартина в его композиторской карьере: работа над музыкой начиналась в 4 утра и заканчивалась в 10 вечера. Музыка к этому фильму принесла несколько номинаций на «Золотой глобус», BAFTA и «Оскар», однако Хорнер проиграл Майклу Джаккино («Вверх»).
В 2012 году вышел «Новый Человек-паук» с Эндрю Гарфилдом в главной роли и музыкой Джеймса Хорнера. Однако композитор не стал работать над второй частью, посчитав, что она уступает первой по качеству, и назвал этот фильм «отвратительным» (англ. dreadful).
В 2014 году Хорнер по заказу Королевского ливерпульского симфонического оркестра написал двойной концерт для скрипки, виолончели и симфонического оркестра «Па-де-де». Премьерное исполнение сочинения состоялось 12 ноября 2014 года под управлением Василия Петренко.
Перед смертью Джеймс Хорнер успел закончить две киноработы: спортивную драму «Левша», музыку к которой Хорнер сочинил бесплатно, и драму «33».

## Смерть
22 июня 2015 года Хорнер разбился на своём турбовинтовом двухместном учебно-тренировочном военном самолёте Embraer EMB S312 Tucano (английской модификации Short) в 60 милях к северу от Санта-Барбары, в национальном лесу Лос-Падрес штат Калифорния. На борту самолёта он был один.
У Джеймса Хорнера остались жена Мануэла Маркош и две дочери — Кэтрин и Изабелла.

## Фильмография

### 1980-е
- Битва за пределами звёзд (1980)
- Смертельное благословение (1981)
- Волки (1981)
- Сорок восемь часов (1982)
- Звёздный путь 2: Гнев Хана (1982)
- Костюмер (1983)
- Парк Горького (1983)
- Редкая отвага (1983)
- Мозговой штурм (1983)
- Крулл (1983)
- Именно так зло и приходит (1983)
- Звёздный путь 3: В поисках Спока (1984)
- Путешествие Нэтти Ганн (1985)
- Волонтёры (1985)
- Коммандо (1985)
- Кокон (1985)
- Помогите нам, небеса (1985)
- Имя розы (1986)
- Не в своей тарелке (1986)
- Американский хвост (1986) (Номинация на «Оскар»)
- Чужие (1986) (Номинации на «Оскар» и «Золотой глобус»)
- Батарейки не прилагаются (1987)
- Земля до начала времён (1988)
- Кокон: Возвращение (1988)
- Красная жара (1988)
- Уиллоу (1988)
- Отец (1989)
- Поле его мечты (1989) (Номинация на «Оскар»)
- Слава (1989) (Номинация на «Золотой глобус»)
- Страна (1989)
- Дорогая, я уменьшил детей (1989)

### 1990-е
- Я люблю тебя до смерти (1990)
- Другие сорок восемь часов (1990)
- Американская сказка 2: Фейвел едет на Запад (1991) (Номинация на «Золотой глобус»)
- Ещё кружок (1991)
- Ракетчик (1991)
- Коллективный иск (1991)
- Тихушники (1992)
- Незаконное проникновение (1992)
- Игры патриотов (1992)
- Бофа! (1993)
- Карточный домик (1993)
- Джек-Медведь (1993)
- Человек без лица (1993)
- Фокус-покус (1993) (тема Сары)
- В поисках Бобби Фишера (1993)
- Мы вернулись! История динозавра (1993)
- Дело о пеликанах (1993)
- Дети свинга (1993)
- Легенды осени (1994) (номинация на «Золотой глобус»)
- Повелитель страниц (1994)
- Прямая и явная угроза (1994)
- Шлюха (1995)
- Балто (1995)
- Джуманджи (1995)
- Аполлон-13 (1995) (номинация на «Оскар»)
- Каспер (1995)
- Храброе сердце (1995) (номинации на «Золотой глобус», BAFTA и «Оскар»)
- Выкуп (1996)
- Мужество в бою (1996)
- Титаник (1997) (номинации на «Золотой глобус», «Грэмми» и награды «Оскар» и BAFTA)
- Собственность дьявола (1997)
- Могучий Джо Янг (1998)
- Маска Зорро (1998)
- Столкновение с бездной (1998)
- Двухсотлетний человек (1999)

### 2000-е
- Гринч — похититель Рождества (2000)
- Идеальный шторм (2000)
- Айрис (2001)
- Игры разума (2001)
- Враг у ворот (2001)
- Четыре пера (2002)
- Говорящие с ветром (2002)
- Дом из песка и тумана (2003) (номинация на «Оскар»)
- Последний рейд (2003)
- За гранью (2003)
- Радио (2003)
- Забытое (2004)
- Троя (2004)
- Чамскраббер (2005)
- Иллюзия полёта (2005)
- Легенда Зорро (2005)
- Новый Свет (2005)
- Апокалипсис (2006)
- Вся королевская рать (2006)
- Вся жизнь перед глазами (2007)
- Мальчик в полосатой пижаме (2008)
- Спайдервик: Хроники (2008)
- Аватар (2009) (номинации на «Золотой глобус», BAFTA и «Оскар»)

### 2010-е
- Каратэ-пацан (2010)
- Чёрное золото (2011)
- Кристиада (2012)
- Новый Человек-паук (2012)
- Тотем волка (2015)
- Левша (2015)
- Великолепная семёрка (2016)

## Награды и номинации

### Награды

#### «Оскар»
- 1998 — лучшая песня (за фильм «Титаник»)
- 1998 — лучший саундтрек к драматическому фильму (за фильм «Титаник»)

#### «Золотой глобус»
- 1998 — лучшая песня (за фильм «Титаник»)
- 1998 — лучший саундтрек (за фильм «Титаник»)

#### «Сатурн»
- 1983 — лучший саундтрек (за фильм «Мозговой штурм»)
- 2000 — лучший саундтрек (за фильм «Гринч — похититель Рождества»)
- 2009 — лучший саундтрек (за фильм «Аватар (фильм, 2009)»)

#### «Спутник»
- 1997 — лучшая саундтрек (за фильм «Титаник»)
- 1997 — лучшая песня (за фильм «Титаник»)
- 2001 — лучшая песня (за фильм «Игры разума»)

#### «Грэмми»
- 1988 — лучшая песня года («Somewhere Out There» из мультипликационного фильма «Американский хвост»)
- 1991 — лучший саундтрек для визуальных медиа (фильм «Доблесть»)
- 1999 — лучшая запись года («My Heart Will Go On» из фильма «Титаник»)
- 1999 — лучшая песня, написанная для визуальных медиа («My Heart Will Go On» из фильма «Титаник»)
- 1999 — лучшая песня года («My Heart Will Go On» из фильма «Титаник»)

### Номинации

#### «Оскар»
- 1987 — лучший оригинальный саундтрек (за фильм «Чужие»)
- 1987 — лучшая песня (за фильм «Американский хвост»)
- 1990 — лучший оригинальный саундтрек (за фильм «Поле его мечты»)
- 1996 — лучший саундтрек к драматическому фильму (за фильм «Храброе сердце»)
- 1996 — лучший саундтрек к драматическому фильму (за фильм «Аполлон-13»)
- 2002 — лучший оригинальный саундтрек (за фильм «Игры разума»)
- 2004 — лучший оригинальный саундтрек (за фильм «Дом из песка и тумана»)
- 2009 — лучшая музыка (за фильм «Аватар»)

#### «Золотой глобус»
- 1987 — лучшая песня (за фильм «Американский хвост»)
- 1990 — лучший саундтрек (за фильм «Слава»)
- 1992 — лучшая песня (за фильм «Американская сказка 2: Фейвел едет на Запад»)
- 1995 — лучший саундтрек (за фильм «Легенды осени»)
- 1996 — лучший саундтрек (за фильм «Храброе сердце»)
- 2002 — лучший саундтрек (за фильм «Игры разума»)

#### BAFTA
- 1996 — Премия имени Энтони Эскуита за достижения в создании музыки к фильму (за фильм «Храброе сердце»)
- 1998 — Премия имени Энтони Эскуита за достижения в создании музыки к фильму (за фильм «Титаник»)

#### «Грэмми»
- 1987 — лучший саундтрек для визуальных медиа (фильм «Чужие»)
- 1988 — лучший саундтрек для визуальных медиа (анимационный фильм «Американский хвост»)
- 1990 — лучший саундтрек для визуальных медиа (фильм «Поле его мечты»)
- 1996 — лучшая песня, написанная для визуальных медиа («Whatever You Imagine» из фильма «Повелитель страниц»)
- 2003 — лучший саундтрек для визуальных медиа (фильм «Игры разума»)
- 2011 — лучший саундтрек для визуальных медиа (фильм «Аватар»)
- 2011 — лучшая песня, написанная для визуальных медиа («I See You» из фильма «Аватар»)